# El-Ajún
el-Ajún (berberül ⵍⵄⵢⵓⵏ Laâyoune, arabul العيون [El-Aaiún], nyugati átírásokban gyakran Laâyoune) Nyugat-Szahara fővárosa, amely egyben az ország legnagyobb városa is. 
1928-ban a spanyolok alapították, 1976-ig a spanyol gyarmat székhelye volt.

## Éghajlat
A városra a sivatagi éghajlat jellemző, a júliusi középhőmérséklet 23 °C, a januári 16 °C. A valaha mért legalacsonyabb hőmérséklet 2 °C, a legmagasabb 47 °C. Az évi napsütéses órák száma 3277.

## Demográfia
| Év                  | Lakosság |
| ------------------- | -------- |
| 1982 (népszámlálás) | 93.875   |
| 1994 (becslés)      | 136.950  |
| 1999 (becslés)      | 169.000  |
| 2004 (népszámlálás) | 183.691  |
| 2006 (becslés)      | 188.084  |
| 2009 (becslés)      | 194.668  |

Lakói a következők: szaharavi 60%, arab 31%, berber 8%, egyéb afrikai 1%. 
Vallások a városban: szunnita muszlim 99%, egyéb (spiritiszta, keresztény) 1%.

## Sport
Laayoune város labdarúgócsapata a Jeunesse Massira. A csapat a marokkói labdarúgó-bajnokság első osztályában játszik, a legutóbbi szezonban a 12. helyen végzett.

## Látnivalók

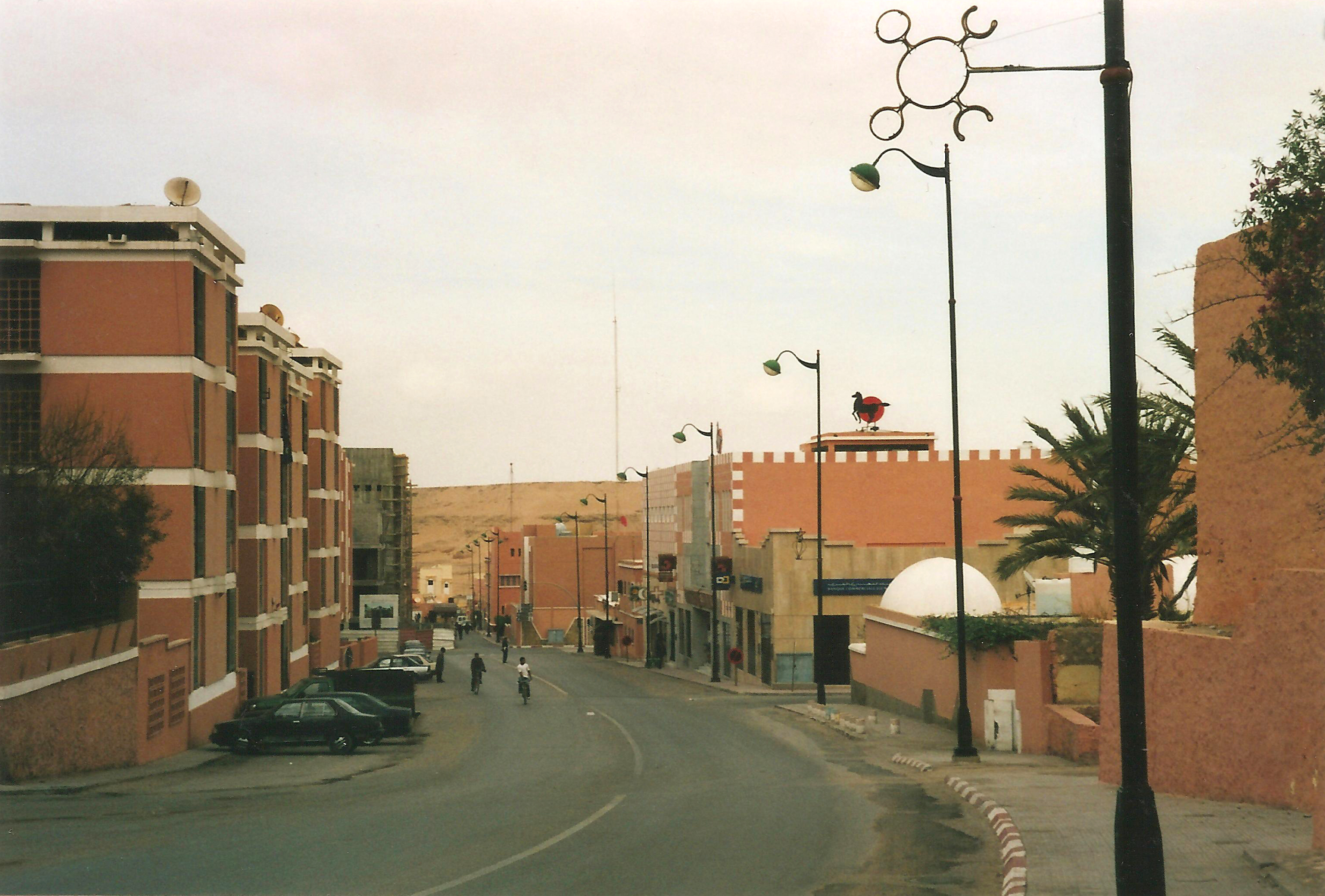
Utcakép

- Laayoune Teide Nemzeti Park
- Mechouar
- Nemzeti kulturális központ
- Moulay Abdel Aziz nagymecset

## Testvérvárosai
- Almería, Spanyolország
- Firenze, Olaszország
- Málaga, Spanyolország

## Külső hivatkozások
- Képek a városról
- Lexicorient.com Archiválva 2012. május 7-i dátummal a Wayback Machine-ben
- Western Sahara (angolul)
- Nyugat-Szaharai konfliktus (magyarul)
- Hungarian logistics specialist working for UN’s Western Sahara mission (angolul)
- The society of the Sahrawians (angolul)
- Western-Sahara under the Spanish empire (angolul)
- A Maghreb palesztinjai (magyarul)
- Experience of the United Nations Peacekeeping Operation in Western Sahara (angolul)
- A nyugat-szaharai spanyol népszámlálás és az ENSZ (magyarul)
- A nyugat-szaharai menekültkérdés és az algériai menekülttáborok (magyarul)
- Honvédségi szemle 2011. március (magyarul)

1. ↑  2024 Moroccan census